# MAVTV 500
MATV 500 (no Brasil: 500 milhas da Califórnia ou Grande Prêmio de Fontana), é uma corrida da Fórmula Indy realizada no circuito  Auto Club Speedway que fica localizado em Fontana, na Califórnia. O circuito abriga as corridas da categoria entre 1997 e 2002 pela CART World Series e entre 2002 e 2005 pela IRL e desde 2012 até aos dias atuais; Retornou em 2012 com o patrocínio da MAVTV, um canal a cabo americano pertencente a Lucas Oil.

## Histórico

### USAC
As 500 milhas da Califórnia começaram a ser realizadas no extinto circuito de Ontario Motor Speedway, de 1970 até 1980. A corrida fazia parte da "tríplice coroa" da Fórmula Indy, e logo no primeiro ano teve grande prestígio abrigando um público de 187 000 pessoas. Devido à problemas financeiros e encerrou-se em 1980.
A indy chegou a ter corridas realizadas no circuito de Riverside, vizinha à Ontario, entre 1967 e 1969 e de 1981 a 1983.

### CART
Com o novo autódromo construído e inaugurado em 1997, a CART passava a fazer as suas corridas nesse circuito entre as temporadas de 1997 e 2002. O circuito novo fica a 4 milhas (6,4 km) do antigo circuito de Ontario.A corrida sediou as decisões das temporadas da CART entre 1997 e 2001; em 2002 foi a penúltima corrida da temporada.

### Indy Racing League
Em 2002, a pista recebeu a IRL e abrigou as provas da categoria (400 milhas) entre 2002 e 2005; em 2002 Fontana era o primeiro circuito a abrigar provas da CART e da IRL no mesmo ano. Devido ao aixo público, o circuito saiu do calendário em 2005.

### IndyCar Series
Na reunificada Fórmula Indy, Fontana retornou em 2012 e passou a abrigar as 500 milhas novamente, numa corrida realizada ao final da tarde, iniciando a noite durante as temporadas de 2012 até 2014, sempre como a decisão da temporada; em 2015 a corrida foi transferida para junho.

### Recordes de velocidade
A pista detém dois recordes de velocidade estabelecidos durante os treinos classificatórios antes das corridas da CART. O Brasileiro Maurício Gugelmin da equipe PacWest, em 1997 estabeleceu durante uma volta lançada, 232.882 Mph (374.787 km/h) em 30.917 segundos, antes da primeira corrida oficial da categoria em 1997, nos treinos. Em 2000, no dia 28 de outubro o também brasileiro Gil de Ferran, pilotando pela Penske quebrou esse recorde, fazendo as duas milhas do circuito em 30.255 segundos numa velocidade de 237.977 mph (382.987 km/h).
Já na IRL, a edição das 400 milhas realizada em 2003 foi considerada a mais rápida da história, com uma velocidade média de 207,151 mph (333,306 kmh) mais de 400 milhas (643,737 km).

## Histórico de resultados

### Fórmula Indy
| Temporadas            | Data                  | Piloto                | Equipe                | Chassis               | Motor                 | Distância percorrida  | Distância percorrida  | Tempo Percorrido      | Média de velocidade (mph) |
| Temporadas            | Data                  | Piloto                | Equipe                | Chassis               | Motor                 | Voltas                | Milhas (km)           | Tempo Percorrido      | Média de velocidade (mph) |
| USAC Championship Car | USAC Championship Car | USAC Championship Car | USAC Championship Car | USAC Championship Car | USAC Championship Car | USAC Championship Car | USAC Championship Car | USAC Championship Car | USAC Championship Car     |
| --------------------- | --------------------- | --------------------- | --------------------- | --------------------- | --------------------- | --------------------- | --------------------- | --------------------- | ------------------------- |
| 1970                  | 6 de setembro         | Jim McElreath         | A.J. Foyt Enterprises | Coyote                | Ford                  | 200                   | 500 (804.672)         | 3:07:22               | 160.106                   |
| 1971                  | 5 de setembro         | Joe Leonard           | Vel's Parnelli Jones  | Colt                  | Ford                  | 200                   | 500 (804.672)         | 3:16:55               | 152.354                   |
| 1972                  | 3 de setembro         | Roger McCluskey       | Lindsay Hopkins       | McLaren               | Offy                  | 200                   | 500 (804.672)         | 3:17:58               | 151.54                    |
| 1973                  | 2 de setembro         | Wally Dallenbach Sr.  | Patrick Racing        | Eagle                 | Offy                  | 200                   | 500 (804.672)         | 3:10:17               | 157.66                    |
| 1974                  | 10 de março           | Bobby Unser           | All American Racers   | Eagle                 | Offy                  | 200                   | 500 (804.672)         | 3:11:04               | 157.017                   |
| 1975                  | 9 de março            | A.J. Foyt             | A.J. Foyt Enterprises | Coyote                | Foyt                  | 200                   | 500 (804.672)         | 3:14:22               | 154.344                   |
| 1976                  | 5 de setembro         | Bobby Unser           | All American Racers   | Eagle                 | Offy                  | 200                   | 500 (804.672)         | 3:29:26               | 143.246                   |
| 1977                  | 4 de setembro         | Al Unser              | Vel's Parnelli Jones  | Parnelli              | Cosworth              | 200                   | 500 (804.672)         | 3:17:16               | 154.687                   |
| 1978                  | 3 de setembro         | Al Unser              | Chaparral Racing      | Chaparral             | Cosworth              | 200                   | 500 (804.672)         | 3:26:40               | 145.158                   |
| CART Wolrd Series     |                       |                       |                       |                       |                       |                       |                       |                       |                           |
| 1979                  | 2 de setembro         | Bobby Unser           | Penske Racing         | Penske                | Cosworth              | 200                   | 500 (804.672)         | 3:24:22               | 146.794                   |
| 1980                  | 31 de agosto          | Bobby Unser           | Penske Racing         | Penske                | Cosworth              | 200                   | 500 (804.672)         | 3:11:51               | 156.372                   |

| Temporada              | Data           | Piloto                                              | Equipe                                              | Chassis                                             | Motor                                               | Distância Percorrida                                | Distância Percorrida                                | Tempo de duração                                    | Média de velocidade percorrida (mph)                |
| Temporada              | Data           | Piloto                                              | Equipe                                              | Chassis                                             | Motor                                               | Voltas                                              | Milhas (km)                                         | Tempo de duração                                    | Média de velocidade percorrida (mph)                |
| CART Champ Car         | CART Champ Car | CART Champ Car                                      | CART Champ Car                                      | CART Champ Car                                      | CART Champ Car                                      | CART Champ Car                                      | CART Champ Car                                      | CART Champ Car                                      | CART Champ Car                                      |
| ---------------------- | -------------- | --------------------------------------------------- | --------------------------------------------------- | --------------------------------------------------- | --------------------------------------------------- | --------------------------------------------------- | --------------------------------------------------- | --------------------------------------------------- | --------------------------------------------------- |
| 1997                   | 28 de setembro | Mark Blundell                                       | PacWest Racing                                      | Reynard                                             | Mercedes-Benz                                       | 250                                                 | 500 (804.672)                                       | 3:02:42                                             | 166.575                                             |
| 1998                   | 1 de novembro  | Jimmy Vasser                                        | Chip Ganassi Racing                                 | Reynard                                             | Honda                                               | 250                                                 | 500 (804.672)                                       | 3:17:54                                             | 153.785                                             |
| 1999                   | 31 de outubro  | Adrián Fernández                                    | Patrick Racing                                      | Reynard                                             | Ford-Cosworth                                       | 250                                                 | 500 (804.672)                                       | 2:57:17                                             | 171.666                                             |
| 2000                   | 30 de outubro  | Christian Fittipaldi                                | Newman-Haas Racing                                  | Lola                                                | Ford-Cosworth                                       | 250                                                 | 500 (804.672)                                       | 3:38:04                                             | 139.563                                             |
| 2001                   | 4 de novembro  | Cristiano da Matta                                  | Newman-Haas Racing                                  | Lola                                                | Toyota                                              | 220*                                                | 440 (708.111)                                       | 2:59:39                                             | 149.073                                             |
| 2002                   | 3 de novembro  | Jimmy Vasser                                        | Team Rahal                                          | Lola                                                | Ford-Cosworth                                       | 250                                                 | 500 (804.672)                                       | 2:33:42                                             | 197.995                                             |
| 2003                   | 9 de novembro  | Cancelado devido aos incêndios florestais na região | Cancelado devido aos incêndios florestais na região | Cancelado devido aos incêndios florestais na região | Cancelado devido aos incêndios florestais na região | Cancelado devido aos incêndios florestais na região | Cancelado devido aos incêndios florestais na região | Cancelado devido aos incêndios florestais na região | Cancelado devido aos incêndios florestais na região |
| IRL/Indy Racing League |                |                                                     |                                                     |                                                     |                                                     |                                                     |                                                     |                                                     |                                                     |
| 2002                   | 24 de março    | Sam Hornish, Jr.                                    | Panther Racing                                      | Dallara                                             | Chevrolet                                           | 200                                                 | 400 (643.737)                                       | 2:13:49                                             | 179.345                                             |
| 2003                   | 21 de setembro | Sam Hornish, Jr.                                    | Panther Racing                                      | Dallara                                             | Chevrolet                                           | 200                                                 | 400 (643.737)                                       | 1:55:51                                             | 207.151                                             |
| 2004                   | 3 de outubro   | Adrian Fernández                                    | Aguri-Fernández Racing                              | G-Force                                             | Honda                                               | 200                                                 | 400 (643.737)                                       | 2:14:13                                             | 178.826                                             |
| 2005                   | 16 de outubro  | Dario Franchitti                                    | Andretti Green Racing                               | Dallara                                             | Honda                                               | 200                                                 | 400 (643.737)                                       | 2:22:23                                             | 168.567                                             |
|                        | IndyCar Series |                                                     |                                                     |                                                     |                                                     |                                                     |                                                     |                                                     |                                                     |
| 2012                   | 15 de setembro | Ed Carpenter                                        | Ed Carpenter Racing                                 | Dallara                                             | Chevrolet                                           | 250                                                 | 500 (804.672)                                       | 2:57:34                                             | 168.939                                             |
| 2013                   | 19 de outubro  | Will Power                                          | Penske Racing                                       | Dallara                                             | Chevrolet                                           | 250                                                 | 500 (804.672)                                       | 3:13:43                                             | 154.867                                             |
| 2014                   | 30 de agosto   | Tony Kanaan                                         | Chip Ganassi Racing                                 | Dallara                                             | Chevrolet                                           | 250                                                 | 500 (804.672)                                       | 2:32:58                                             | 196.111                                             |
| 2015                   | 27 de junho    | Graham Rahal                                        | Rahal-Letterman-Lanigan Racing                      | Dallara                                             | Honda                                               | 250                                                 | 500 (804.672)                                       |                                                     |                                                     |

#### Indy Lights
| Temporada          | Data               | Piloto             | Chassis            | Motor              | Distância Percorrida | Distância Percorrida | Tempo total da corrida | Média de velocidade alcançada (mph) |
| Temporada          | Data               | Piloto             | Chassis            | Motor              | Voltas               | Milhas (km)          | Tempo total da corrida | Média de velocidade alcançada (mph) |
| Auto Club Speedway | Auto Club Speedway | Auto Club Speedway | Auto Club Speedway | Auto Club Speedway | Auto Club Speedway   | Auto Club Speedway   | Auto Club Speedway     | Auto Club Speedway                  |
| ------------------ | ------------------ | ------------------ | ------------------ | ------------------ | -------------------- | -------------------- | ---------------------- | ----------------------------------- |
| 1997               | 27 de setembro     | Clint Mears        | Lola               | Buick              | 50                   | 100 (160.934)        | 0:52:16                | 116.467                             |
| 1998               | 31 de outubro      | Mark Hotchkis      | Lola               | Buick              | 50                   | 100 (160.934)        | 0:39:41                | 153.395                             |
| 1999               | 30 de outubro      | Jonny Kane         | Lola               | Buick              | 50                   | 100 (160.934)        | 0:46:52                | 129.902                             |
| 2000               | 29 de outubro      | Scott Dixon        | Lola               | Buick              | 50                   | 100 (160.934)        | 0:33:08                | 183.672                             |
| 2001               | 4 de novembro      | Townsend Bell      | Lola               | Buick              | 44                   | 88 (141.622)         | 0:29:23                | 182.334                             |
| 2003               | 20 de setembro     | Mark Taylor        | Dallara            | Infiniti           | 50                   | 100 (160.934)        | 0:41:14                | 145.536                             |
| 2004               | 2 de outubro       | James Chesson      | Dallara            | Infiniti           | 50                   | 100 (160.934)        | 0:40:51                | 146.894                             |
| 2005               | 16 de outubro      | Wade Cunningham    | Dallara            | Infiniti           | 50                   | 100 (160.934)        | 0:43:07                | 139.17                              |
| 2012               | 15 de setembro     | Carlos Muñoz       | Dallara            | Honda              | 50                   | 100 (160.934)        | 0:37:38                | 159.41                              |
| 2013               | 19 de outubro      | Carlos Muñoz       | Dallara            | Honda              | 50                   | 100 (160.934)        | 0:32:10                | 186.552                             |